# Saison 1986 de la WTA
Vainqueurs des tournois majeurs

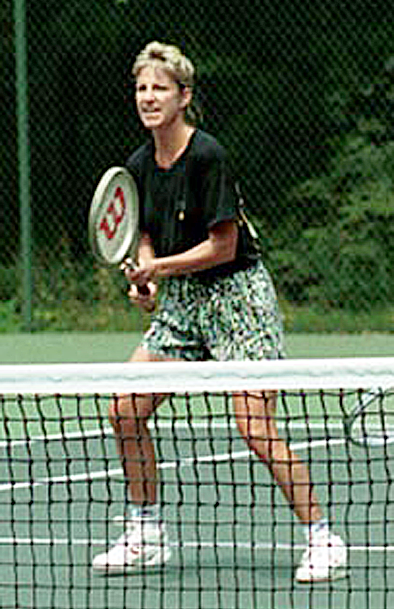
Chris Evert jouant au tennis à Camp David.

Résultats des tournois de tennis organisés par la WTA en 1986.

## Résumé de la saison
La saison 1986 de la Women's Tennis Association (WTA) est dominée de bout en bout par Martina Navrátilová. Victorieuse de quatorze tournois, elle s'impose à Wimbledon et à l'US Open, respectivement face à Hana Mandlíková et Helena Suková en finale. Après sa défaite en finale à Roland Garros, elle remporte tous ses matchs jusqu'à la fin de la saison. Gagnante des Masters, elle conclut, pour la 7e et dernière fois, l'année numéro un mondiale, loin devant ses concurrentes.
Chris Evert, auteur de six succès en 1986, bat Navrátilová à Roland-Garros ; à cette occasion, elle décroche son ultime victoire dans une épreuve du Grand Chelem. Elle reste la dauphine de Navratilova au classement mondial en fin de saison.
À dix-sept ans, Steffi Graf réalise une saison d'exception en soulevant ses huit premiers trophées d'une très longue série, échouant de justesse en demi-finale de l'US Open face à Navrátilová en trois sets serrés (6-1, 6-7, 7-6). Plus tôt dans la saison, elle avait pourtant battu pour la première fois la numéro 1 mondiale en deux manches sèches, sur la terre battue berlinoise. Graf termine la saison à la troisième place mondiale, le meilleur classement de sa jeune carrière.
En double, Navrátilová et sa partenaire habituelle Pam Shriver remportent les trois tournois du grand chelem de l'année, ainsi que le Masters, terminant à nouveau la saison en incontestables numéros 1.

## Palmarès

### Simple
| No | Date       | Nom et lieu du tournoi                             | Catégorie | Dotation    | Surface         | Vainqueure          | Finaliste            | Score              |         |
| -- | ---------- | -------------------------------------------------- | --------- | ----------- | --------------- | ------------------- | -------------------- | ------------------ | ------- |
| 1  | 10/12/1985 | Nutri-Metics Open, Auckland                        |           | 50 000 $    | Gazon (ext.)    | Anne Hobbs          | Louise Field         | 6-3, 6-1           | Tableau |
| 2  | 06/01/1986 | Virginia Slims of Washington, Washington           |           | 150 000 $   | Moquette (int.) | Martina Navrátilová | Pam Shriver          | 6-1, 6-4           | Tableau |
| 3  | 13/01/1986 | Virginia Slims of New England, Worcester           |           | 250 000 $   | Moquette (int.) | Martina Navrátilová | Claudia Kohde-Kilsch | 4-6, 6-1, 6-4      | Tableau |
| 4  | 20/01/1986 | Virginia Slims of Kansas, Wichita                  |           | 75 000 $    | Moquette (int.) | Wendy White         | Betsy Nagelsen       | 6-1, 6-7, 6-2      | Tableau |
| 5  | 27/01/1986 | Virginia Slims of Florida, Key Biscayne            |           | 250 000 $   | Dur (ext.)      | Chris Evert         | Steffi Graf          | 6-3, 6-1           | Tableau |
| 6  | 10/02/1986 | Lipton International Championships, Boca Raton     |           | 750 000 $   | Dur (ext.)      | Chris Evert         | Steffi Graf          | 6-4, 6-2           | Tableau |
| 7  | 24/02/1986 | Virginia Slims of California, Oakland              |           | 150 000 $   | Moquette (int.) | Chris Evert         | Kathy Jordan         | 6-2, 6-4           | Tableau |
| 8  | 24/02/1986 | Virginia Slims of Oklahoma, Oklahoma City          |           | 75 000 $    | Moquette (int.) | Marcella Mesker     | Lori McNeil          | 6-4, 4-6, 6-3      | Tableau |
| 9  | 03/03/1986 | US Indoors, Princeton                              |           | 150 000 $   | Moquette (int.) | Martina Navrátilová | Helena Suková        | 3-6, 6-0, 7-6      | Tableau |
| 10 | 03/03/1986 | Virginia Slims of Pennsylvania, Hershey            |           | 75 000 $    | Moquette (int.) | Janine Thompson     | Catherine Suire      | 6-1, 6-4           | Tableau |
| 11 | 10/03/1986 | Virginia Slims of Dallas, Dallas                   |           | 250 000 $   | Moquette (int.) | Martina Navrátilová | Chris Evert          | 6-2, 6-1           | Tableau |
| 12 | 17/03/1986 | Virginia Slims Championships, New York             | Masters   | 500 000 $   | Moquette (int.) | Martina Navrátilová | Hana Mandlíková      | 6-2, 6-0, 3-6, 6-1 | Tableau |
| 13 | 24/03/1986 | Virginia Slims of Arizona, Phoenix                 |           | 75 000 $    | Dur (int.)      | Beth Herr           | Ann Henricksson      | 6-0, 3-6, 7-5      | Tableau |
| 14 | 31/03/1986 | Tournament of Champions, Marco Island              |           | 150 000 $   | Terre (ext.)    | Chris Evert         | Claudia Kohde-Kilsch | 6-2, 6-4           | Tableau |
| 15 | 07/04/1986 | Family Circle Mag. Cup, Hilton Head                |           | 200 000 $   | Terre (ext.)    | Steffi Graf         | Chris Evert          | 6-4, 7-5           | Tableau |
| 16 | 14/04/1986 | Sunkist/WTA Championships, Amelia Island           |           | 275 000 $   | Terre (ext.)    | Steffi Graf         | Claudia Kohde-Kilsch | 6-4, 5-7, 7-6      | Tableau |
| 17 | 21/04/1986 | Wild Dunes, Charleston                             |           | 75 000 $    | Terre (ext.)    | Elise Burgin        | Tine Scheuer-Larsen  | 6-1, 6-3           | Tableau |
| 18 | 28/04/1986 | US Open Clay Courts, Indianapolis                  |           | 200 000 $   | Terre (ext.)    | Steffi Graf         | Gabriela Sabatini    | 2-6, 7-6, 6-4      | Tableau |
| 19 | 05/05/1986 | Virginia Slims of Houston, Houston                 |           | 150 000 $   | Terre (ext.)    | Chris Evert         | Kathy Rinaldi        | 6-4, 2-6, 6-4      | Tableau |
| 20 | 05/05/1986 | International Championships of Spain, Barcelone    |           | 50 000 $    | Terre (ext.)    | Petra Huber         | Laura Garrone        | 7-6, 6-0           | Tableau |
| 21 | 12/05/1986 | German Open, Berlin                                |           | 150 000 $   | Terre (ext.)    | Steffi Graf         | Martina Navrátilová  | 6-2, 6-3           | Tableau |
| 22 | 19/05/1986 | European Open, Lugano                              |           | 100 000 $   | Terre (ext.)    | Raffaella Reggi     | Manuela Maleeva      | 5-7, 6-3, 7-6      | Tableau |
| 23 | 26/05/1986 | Roland-Garros, Paris                               | G. Chelem | 930 000 $   | Terre (ext.)    | Chris Evert         | Martina Navrátilová  | 2-6, 6-3, 6-3      | Tableau |
| 24 | 09/06/1986 | Edgbaston Cup, Birmingham                          |           | 125 000 $   | Gazon (ext.)    | Pam Shriver         | Manuela Maleeva      | 6-2, 7-6           | Tableau |
| 25 | 16/06/1986 | Pilkington Glass Championships, Eastbourne         |           | 200 000 $   | Gazon (ext.)    | Martina Navrátilová | Helena Suková        | 3-6, 6-3, 6-4      | Tableau |
| 26 | 23/06/1986 | The Championships, Wimbledon                       | G. Chelem | 1 204 980 $ | Gazon (ext.)    | Martina Navrátilová | Hana Mandlíková      | 7-6, 6-3           | Tableau |
| 27 | 07/07/1986 | Ellesse Grand Prix, Pérouse                        |           | 50 000 $    | Terre (ext.)    | Nathalie Herreman   | Csilla Bartos        | 6-2, 6-4           | Tableau |
| 28 | 14/07/1986 | Virginia Slims of Newport, Newport (RI)            |           | 150 000 $   | Gazon (ext.)    | Pam Shriver         | Lori McNeil          | 6-4, 6-2           | Tableau |
| 29 | 14/07/1986 | Elektra Cup, Bregenz                               |           | 50 000 $    | Terre (ext.)    | Sandra Cecchini     | Mariana Pérez Roldán | 6-4, 6-0           | Tableau |
| 30 | 14/07/1986 | OTB Open, Schenectady                              |           | 15 000 $    | Dur (ext.)      | Luciana Corsato     | Jennifer Fuchs       | 6-0, 6-4           |         |
| 31 | 21/07/1986 | North Face Open, Berkeley                          |           | 50 000 $    | Dur (ext.)      | Melissa Gurney      | Barbara Gerken       | 6-1, 6-3           | Tableau |
| 32 | 28/07/1986 | Virginia Slims of San Diego, San Diego             |           | 75 000 $    | Dur (ext.)      | Melissa Gurney      | Stephanie Rehe       | 6-2, 6-4           | Tableau |
| 33 | 04/08/1986 | Player’s Canadian Open, Montréal                   |           | 250 000 $   | Dur (ext.)      | Helena Suková       | Pam Shriver          | 6-2, 7-5           | Tableau |
| 34 | 11/08/1986 | Virginia Slims of Los Angeles, Los Angeles         |           | 250 000 $   | Dur (ext.)      | Martina Navrátilová | Chris Evert          | 7-6, 6-3           | Tableau |
| 35 | 18/08/1986 | United Jersey Bank Classic, Mahwah                 |           | 150 000 $   | Dur (ext.)      | Steffi Graf         | Molly Van Nostrand   | 7-5, 6-1           | Tableau |
| 36 | 25/08/1986 | US Open, Flushing Meadows                          | G. Chelem | 1 400 000 $ | Dur (ext.)      | Martina Navrátilová | Helena Suková        | 6-3, 6-2           | Tableau |
| 37 | 08/09/1986 | Pan Pacific Open, Tokyo                            |           | 250 000 $   | Moquette (int.) | Steffi Graf         | Manuela Maleeva      | 6-4, 6-2           | Tableau |
| 38 | 15/09/1986 | Eckerd Open Largo, Tampa                           |           | 125 000 $   | Dur (ext.)      | Lori McNeil         | Zina Garrison        | 2-6, 7-5, 6-2      | Tableau |
| 39 | 15/09/1986 | Athens Trophy, Athènes                             |           | 75 000 $    | Terre (ext.)    | Sylvia Hanika       | A. Kanellopoúlou     | 7-5, 6-1           | Tableau |
| 40 | 22/09/1986 | Virginia Slims of Tulsa, Tulsa                     |           | 75 000 $    | Dur (ext.)      | Lori McNeil         | Beth Herr            | 6-0, 6-1           | Tableau |
| 41 | 29/09/1986 | Hewlett-Packard Trophy, Hilversum                  |           | 75 000 $    | Moquette (int.) | Helena Suková       | Catherine Tanvier    | 6-2, 7-5           | Tableau |
| 42 | 29/09/1986 | Virginia Slims of New Orleans, La Nouvelle-Orléans |           | 150 000 $   | Moquette (int.) | Martina Navrátilová | Pam Shriver          | 6-1, 4-6, 6-2      | Tableau |
| 43 | 06/10/1986 | Taipei International Championships, Taïwan         |           | 50 000 $    | Moquette (int.) | Patricia Hy         | Adriana Villagrán    | 6-7, 6-2, 6-3      | Tableau |
| 44 | 06/10/1986 | European Indoors, Zurich                           |           | 150 000 $   | Moquette (int.) | Steffi Graf         | Helena Suková        | 4-6, 6-2, 6-4      | Tableau |
| 45 | 13/10/1986 | Japan Open, Tokyo                                  |           | 50 000 $    | Dur (ext.)      | Helen Kelesi        | Bettina Fulco        | 6-2, 6-2           | Tableau |
| 46 | 13/10/1986 | Porsche Grand Prix, Filderstadt                    |           | 175 000 $   | Dur (int.)      | Martina Navrátilová | Hana Mandlíková      | 6-2, 6-3           | Tableau |
| 47 | 20/10/1986 | Singapore Open, Singapour                          |           | 50 000 $    | Dur (int.)      | Gigi Fernández      | Mercedes Paz         | 6-4, 2-6, 6-4      | Tableau |
| 48 | 20/10/1986 | Pretty Polly Classic, Brighton                     |           | 200 000 $   | Moquette (int.) | Steffi Graf         | Catarina Lindqvist   | 6-3, 6-3           | Tableau |
| 49 | 27/10/1986 | Virginia Slims of Indianapolis, Indianapolis       |           | 75 000 $    | Dur (ext.)      | Zina Garrison       | Melissa Gurney       | 6-3, 6-3           | Tableau |
| 50 | 03/11/1986 | Virginia Slims of Arkansas, Little Rock            |           | 75 000 $    | Moquette (int.) | Kathy Rinaldi       | Natasha Zvereva      | 6-4, 6-7, 6-0      | Tableau |
| 51 | 03/11/1986 | Virginia Slims of New England, Worcester           |           | 250 000 $   | Moquette (int.) | Martina Navrátilová | Hana Mandlíková      | 6-2, 6-2           | Tableau |
| 52 | 10/11/1986 | Virginia Slims of Chicago, Chicago                 |           | 150 000 $   | Moquette (int.) | Martina Navrátilová | Hana Mandlíková      | 7-5, 7-5           | Tableau |
| 53 | 10/11/1986 | Puerto Rico Open, San Juan                         |           | 75 000 $    | Dur (ext.)      | Raffaella Reggi     | Sabrina Goleš        | 7-6, 4-6, 6-3      | Tableau |
| 54 | 17/11/1986 | Virginia Slims Championships, New York             | Masters   | 500 000 $   | Moquette (int.) | Martina Navrátilová | Steffi Graf          | 7-6, 6-3, 6-2      | Tableau |
| 55 | 01/12/1986 | Argentinian Open, Buenos Aires                     |           | 50 000 $    | Terre (ext.)    | Gabriela Sabatini   | Arantxa Sánchez      | 6-1, 6-1           | Tableau |
| 56 | 08/12/1986 | Brazilian Open, São Paulo                          |           | 50 000 $    | Terre (ext.)    | Vicki Nelson        | Jenny Klitch         | 6-2, 7-6           | Tableau |

### Double
| No | Date       | Nom et lieu du tournoi                            | Catégorie | Dotation    | Surface         | Vainqueures                           | Finalistes                            | Score         |         |
| -- | ---------- | ------------------------------------------------- | --------- | ----------- | --------------- | ------------------------------------- | ------------------------------------- | ------------- | ------- |
| 1  | 10/12/1985 | Nutri-Metics Open Auckland                        |           | 50 000 $    | Gazon (ext.)    | Anne Hobbs Candy Reynolds             | Lea Antonoplis Adriana Villagrán      | 6-1, 6-3      | Tableau |
| 2  | 06/01/1986 | Virginia Slims of Washington Washington           |           | 150 000 $   | Moquette (int.) | Martina Navrátilová Pam Shriver       | Claudia Kohde-Kilsch Helena Suková    | 6-3, 6-4      | Tableau |
| 3  | 13/01/1986 | Virginia Slims of New England Worcester           |           | 250 000 $   | Moquette (int.) | Martina Navrátilová Pam Shriver       | Claudia Kohde-Kilsch Helena Suková    | 7-5, 6-3      | Tableau |
| 4  | 20/01/1986 | Virginia Slims of Kansas Wichita                  |           | 75 000 $    | Moquette (int.) | Kathy Jordan Candy Reynolds           | Joanne Russell Anne Smith             | 6-3, 6-7, 6-3 | Tableau |
| 5  | 27/01/1986 | Virginia Slims of Florida Key Biscayne            |           | 250 000 $   | Dur (ext.)      | Kathy Jordan Elizabeth Smylie         | Betsy Nagelsen Barbara Potter         | 7-6, 2-6, 6-2 | Tableau |
| 6  | 10/02/1986 | Lipton International Championships Boca Raton     |           | 750 000 $   | Dur (ext.)      | Pam Shriver Helena Suková             | Chris Evert Wendy Turnbull            | 6-2, 6-3      | Tableau |
| 7  | 24/02/1986 | Virginia Slims of California Oakland              |           | 150 000 $   | Moquette (int.) | Hana Mandlíková Wendy Turnbull        | Bonnie Gadusek Helena Suková          | 7-6, 6-1      | Tableau |
| 8  | 24/02/1986 | Virginia Slims of Oklahoma Oklahoma City          |           | 75 000 $    | Moquette (int.) | Marcella Mesker Pascale Paradis       | Lori McNeil Catherine Suire           | 2-6, 7-6, 6-1 | Tableau |
| 9  | 03/03/1986 | US Indoors Princeton                              |           | 150 000 $   | Moquette (int.) | Kathy Jordan Elizabeth Smylie         | Hana Mandlíková Helena Suková         | 6-3, 7-5      | Tableau |
| 10 | 03/03/1986 | Virginia Slims of Pennsylvania Hershey            |           | 75 000 $    | Moquette (int.) | Candy Reynolds Anne Smith             | Sandy Collins Kim Sands               | 7-6, 6-1      | Tableau |
| 11 | 10/03/1986 | Virginia Slims of Dallas Dallas                   |           | 250 000 $   | Moquette (int.) | Claudia Kohde-Kilsch Helena Suková    | Hana Mandlíková Wendy Turnbull        | 4-6, 7-5, 6-4 | Tableau |
| 12 | 17/03/1986 | Virginia Slims Championships New York             | Masters   | 500 000 $   | Moquette (int.) | Hana Mandlíková Wendy Turnbull        | Claudia Kohde-Kilsch Helena Suková    | 6-4, 6-7, 6-3 | Tableau |
| 13 | 24/03/1986 | Virginia Slims of Arizona Phoenix                 |           | 75 000 $    | Dur (int.)      | Susan Mascarin Betsy Nagelsen         | Linda Gates Alycia Moulton            | 6-3, 5-7, 6-4 | Tableau |
| 14 | 28/03/1986 | Bridgestone Doubles Nashville                     |           | 175 000 $   | Moquette (int.) | Barbara Potter Pam Shriver            | Kathy Jordan Elizabeth Smylie         | 6-4, 6-3      | Tableau |
| 15 | 31/03/1986 | Tournament of Champions Marco Island              |           | 150 000 $   | Terre (ext.)    | Martina Navrátilová Andrea Temesvári  | Kathy Jordan Elise Burgin             | 7-5, 6-2      | Tableau |
| 16 | 07/04/1986 | Family Circle Mag. Cup Hilton Head                |           | 200 000 $   | Terre (ext.)    | Chris Evert Anne White                | Steffi Graf Catherine Tanvier         | 6-3, 6-3      | Tableau |
| 17 | 14/04/1986 | Sunkist/WTA Championships Amelia Island           |           | 275 000 $   | Terre (ext.)    | Claudia Kohde-Kilsch Helena Suková    | Gabriela Sabatini Catherine Tanvier   | 6-2, 5-7, 7-6 | Tableau |
| 18 | 21/04/1986 | Wild Dunes Charleston                             |           | 75 000 $    | Terre (ext.)    | Sandra Cecchini Sabrina Goleš         | Laura Arraya Marcela Skuherská        | 4-6, 6-0, 6-3 | Tableau |
| 19 | 28/04/1986 | US Open Clay Courts Indianapolis                  |           | 200 000 $   | Terre (ext.)    | Steffi Graf Gabriela Sabatini         | Gigi Fernández Robin White            | 6-2, 6-0      | Tableau |
| 20 | 05/05/1986 | International Championships of Spain Barcelone    |           | 50 000 $    | Terre (ext.)    | Iva Budařová Catherine Tanvier        | Petra Huber Petra Keppeler            | 6-2, 6-1      | Tableau |
| 21 | 05/05/1986 | Virginia Slims of Houston Houston                 |           | 150 000 $   | Terre (ext.)    | Chris Evert Wendy Turnbull            | Elise Burgin Joanne Russell           | 6-2, 6-4      | Tableau |
| 22 | 12/05/1986 | German Open Berlin                                |           | 150 000 $   | Terre (ext.)    | Steffi Graf Helena Suková             | Martina Navrátilová Andrea Temesvári  | 7-5, 6-2      | Tableau |
| 23 | 19/05/1986 | European Open Lugano                              |           | 100 000 $   | Terre (ext.)    | Elise Burgin Betsy Nagelsen           | Jenny Byrne Janine Thompson           | 6-2, 6-3      | Tableau |
| 24 | 26/05/1986 | Roland-Garros Paris                               | G. Chelem | 930 000 $   | Terre (ext.)    | Martina Navrátilová Andrea Temesvári  | Steffi Graf Gabriela Sabatini         | 6-1, 6-2      | Tableau |
| 25 | 09/06/1986 | Edgbaston Cup Birmingham                          |           | 125 000 $   | Gazon (ext.)    | Elise Burgin Rosalyn Fairbank         | Elizabeth Smylie Wendy Turnbull       | 6-2, 6-4      | Tableau |
| 26 | 16/06/1986 | Pilkington Glass Championships Eastbourne         |           | 200 000 $   | Gazon (ext.)    | Martina Navrátilová Pam Shriver       | Claudia Kohde-Kilsch Helena Suková    | 6-2, 6-4      | Tableau |
| 27 | 23/06/1986 | The Championships Wimbledon                       | G. Chelem | 1 204 980 $ | Gazon (ext.)    | Martina Navrátilová Pam Shriver       | Hana Mandlíková Wendy Turnbull        | 6-1, 6-3      | Tableau |
| 28 | 07/07/1986 | Ellesse Grand Prix Pérouse                        |           | 50 000 $    | Terre (ext.)    | Carin Bakkum Nicole Jagerman          | Csilla Bartos Amy Holton              | 6-4, 6-4      | Tableau |
| 29 | 14/07/1986 | Elektra Cup Bregenz                               |           | 50 000 $    | Terre (ext.)    | Petra Huber Petra Keppeler            | Sabrina Goleš Tine Scheuer-Larsen     | 6-2, 6-4      | Tableau |
| 30 | 14/07/1986 | OTB Open Schenectady                              |           | 15 000 $    | Dur (ext.)      | Jennifer Goodling Laura Glitz         | Jennifer Fuchs Dena Levy              | 6-3, 3-6, 6-0 |         |
| 31 | 14/07/1986 | Virginia Slims of Newport Newport (RI)            |           | 150 000 $   | Gazon (ext.)    | Terry Holladay Heather Ludloff        | Cammy MacGregor Gretchen Rush         | 6-1, 6-7, 6-3 | Tableau |
| 32 | 21/07/1986 | North Face Open Berkeley                          |           | 50 000 $    | Dur (ext.)      | Beth Herr Alycia Moulton              | Amy Holton Elna Reinach               | 6-1, 6-2      | Tableau |
| 33 | 28/07/1986 | Virginia Slims of San Diego San Diego             |           | 75 000 $    | Dur (ext.)      | Beth Herr Alycia Moulton              | Elise Burgin Rosalyn Fairbank         | 5-7, 6-2, 6-4 | Tableau |
| 34 | 04/08/1986 | Player’s Canadian Open Montréal                   |           | 250 000 $   | Dur (ext.)      | Zina Garrison Gabriela Sabatini       | Pam Shriver Helena Suková             | 7-6, 5-7, 6-4 | Tableau |
| 35 | 11/08/1986 | Virginia Slims of Los Angeles Los Angeles         |           | 250 000 $   | Dur (ext.)      | Martina Navrátilová Pam Shriver       | Claudia Kohde-Kilsch Helena Suková    | 6-4, 6-3      | Tableau |
| 36 | 18/08/1986 | United Jersey Bank Classic Mahwah                 |           | 150 000 $   | Dur (ext.)      | Betsy Nagelsen Elizabeth Smylie       | Steffi Graf Helena Suková             | 7-6, 6-3      | Tableau |
| 37 | 25/08/1986 | US Open Flushing Meadows                          | G. Chelem | 1 400 000 $ | Dur (ext.)      | Martina Navrátilová Pam Shriver       | Hana Mandlíková Wendy Turnbull        | 6-4, 3-6, 6-3 | Tableau |
| 38 | 08/09/1986 | Pan Pacific Open Tokyo                            |           | 250 000 $   | Moquette (int.) | Bettina Bunge Steffi Graf             | Katerina Maleeva Manuela Maleeva      | 6-1, 6-7, 6-2 | Tableau |
| 39 | 15/09/1986 | Eckerd Open Largo Tampa                           |           | 125 000 $   | Dur (ext.)      | Elise Burgin Rosalyn Fairbank         | Gigi Fernández Kim Sands              | 7-5, 6-2      | Tableau |
| 40 | 15/09/1986 | Athens Trophy Athènes                             |           | 75 000 $    | Terre (ext.)    | Isabel Cueto Arantxa Sánchez          | Silke Meier Wiltrud Probst            | 4-6, 6-2, 6-4 | Tableau |
| 41 | 22/09/1986 | Virginia Slims of Tulsa Tulsa                     |           | 75 000 $    | Dur (ext.)      | Camille Benjamin Dinky Van Rensburg   | Svetlana Cherneva Larisa Savchenko    | 7-6, 7-5      | Tableau |
| 42 | 29/09/1986 | Hewlett-Packard Trophy Hilversum                  |           | 75 000 $    | Moquette (int.) | Kathy Jordan Helena Suková            | Tine Scheuer-Larsen Catherine Tanvier | 7-5, 6-1      | Tableau |
| 43 | 29/09/1986 | Virginia Slims of New Orleans La Nouvelle-Orléans |           | 150 000 $   | Moquette (int.) | Candy Reynolds Anne Smith             | Svetlana Cherneva Larisa Savchenko    | 6-3, 3-6, 6-3 | Tableau |
| 44 | 06/10/1986 | Taipei International Championships Taïwan         |           | 50 000 $    | Moquette (int.) | Lea Antonoplis Barbara Gerken         | Gigi Fernández Susan Leo              | 6-1, 6-2      | Tableau |
| 45 | 06/10/1986 | European Indoors Zurich                           |           | 150 000 $   | Moquette (int.) | Steffi Graf Gabriela Sabatini         | Lori McNeil Alycia Moulton            | 1-6, 6-4, 6-4 | Tableau |
| 46 | 13/10/1986 | Porsche Grand Prix Filderstadt                    |           | 175 000 $   | Dur (int.)      | Martina Navrátilová Pam Shriver       | Zina Garrison Gabriela Sabatini       | 7-6, 6-4      | Tableau |
| 47 | 13/10/1986 | Japan Open Tokyo                                  |           | 50 000 $    | Dur (ext.)      | Sandy Collins Sharon Walsh            | Susan Mascarin Betsy Nagelsen         | 6-1, 6-2      | Tableau |
| 48 | 20/10/1986 | Singapore Open Singapour                          |           | 50 000 $    | Dur (int.)      | Anna Maria Fernández Julie Richardson | Sandy Collins Sharon Walsh            | 6-3, 6-2      | Tableau |
| 49 | 20/10/1986 | Pretty Polly Classic Brighton                     |           | 200 000 $   | Moquette (int.) | Steffi Graf Helena Suková             | Tine Scheuer-Larsen Catherine Tanvier | 6-4, 6-4      | Tableau |
| 50 | 27/10/1986 | Virginia Slims of Indianapolis Indianapolis       |           | 75 000 $    | Dur (ext.)      | Zina Garrison Lori McNeil             | Candy Reynolds Anne Smith             | 4-5, ab.      | Tableau |
| 51 | 03/11/1986 | Virginia Slims of New England Worcester           |           | 250 000 $   | Moquette (int.) | Martina Navrátilová Pam Shriver       | Claudia Kohde-Kilsch Helena Suková    | 6-3, 6-1      | Tableau |
| 52 | 03/11/1986 | Virginia Slims of Arkansas Little Rock            |           | 75 000 $    | Moquette (int.) | Svetlana Cherneva Larisa Savchenko    | Iva Budařová Beth Herr                | 6-2, 1-6, 6-1 | Tableau |
| 53 | 10/11/1986 | Puerto Rico Open San Juan                         |           | 75 000 $    | Dur (ext.)      | Lori McNeil Mercedes Paz              | Gigi Fernández Robin White            | 6-2, 3-6, 6-4 | Tableau |
| 54 | 10/11/1986 | Virginia Slims of Chicago Chicago                 |           | 150 000 $   | Moquette (int.) | Claudia Kohde-Kilsch Helena Suková    | Steffi Graf Gabriela Sabatini         | 6-7, 7-6, 6-3 | Tableau |
| 55 | 17/11/1986 | Virginia Slims Championships New York             | Masters   | 500 000 $   | Moquette (int.) | Martina Navrátilová Pam Shriver       | Claudia Kohde-Kilsch Helena Suková    | 7-6, 6-3      | Tableau |
| 56 | 01/12/1986 | Argentinian Open Buenos Aires                     |           | 50 000 $    | Terre (ext.)    | Lori McNeil Mercedes Paz              | Manon Bollegraf Nicole Jagerman       | 6-1, 2-6, 6-1 | Tableau |
| 57 | 08/12/1986 | Brazilian Open São Paulo                          |           | 50 000 $    | Terre (ext.)    | Neige Dias Pat Medrado                | Laura Arraya Petra Huber              | 4-6, 6-4, 7-6 | Tableau |

### Double mixte
| No | Date       | Nom et lieu du tournoi      | Catégorie | Dotation    | Surface      | Vainqueures                  | Finalistes                          | Score         |         |
| -- | ---------- | --------------------------- | --------- | ----------- | ------------ | ---------------------------- | ----------------------------------- | ------------- | ------- |
| 1  | 26/05/1986 | Roland-Garros Paris         | G. Chelem | 930 000 $   | Terre (ext.) | Kathy Jordan Ken Flach       | Rosalyn Fairbank Mark Edmondson     | 3-6, 7-6, 6-3 | Tableau |
| 2  | 23/06/1986 | The Championships Wimbledon | G. Chelem | 1 204 980 $ | Gazon (ext.) | Kathy Jordan Ken Flach       | Martina Navrátilová Heinz Günthardt | 6-3, 7-67     | Tableau |
| 3  | 25/08/1986 | US Open Flushing Meadows    | G. Chelem | 1 400 000 $ | Dur (ext.)   | Raffaella Reggi Sergio Casal | Martina Navrátilová Peter Fleming   | 6-4, 6-4      | Tableau |

## Classements de fin de saison
| Rang | Joueuse              |
| ---- | -------------------- |
| 1    | Martina Navrátilová  |
| 2    | Chris Evert          |
| 3    | Steffi Graf          |
| 4    | Hana Mandlíková      |
| 5    | Helena Suková        |
| 6    | Pam Shriver          |
| 7    | Claudia Kohde-Kilsch |
| 8    | Manuela Maleeva      |
| 9    | Kathy Rinaldi        |
| 10   | Gabriela Sabatini    |

| Rang | Joueuse              |
| ---- | -------------------- |
| 1    | Martina Navrátilová  |
| 2    | Pam Shriver          |
| 3    | Helena Suková        |
| 4    | Steffi Graf          |
| 5    | Claudia Kohde-Kilsch |
| 6    | Wendy Turnbull       |
| 7    | Hana Mandlíková      |
| 8    | Elizabeth Smylie     |
| 9    | Gabriela Sabatini    |
| 10   | Kathy Jordan         |

## Coupe de la Fédération
| Date     | Lieu                     | Surf.        | Vainqueur                                   | Finaliste                     | Score |         |
| 20/07/86 | Prague, Stvanice Stadium | Terre (ext.) | Chris Evert Martina Navrátilová Pam Shriver | Helena Suková Hana Mandlíková | 3-0   | Tableau |

## Wightman Cup
Épreuve conjointement organisée par l'United States Tennis Association et la Lawn Tennis Association.
| Date | Lieu        | Vainqueur  | Perdant     | Score |
|      | Royaume-Uni | États-Unis | Royaume-Uni |       |

## Sources
- (en) WTA Tour : site officiel
- (en) [PDF] WTA Tour : palmarès complet 1971-2011